# Xola (estación)
Xola (pronunciado ['ʃo.la]) es una de las estaciones que forman parte del Metro de la Ciudad de México, perteneciente a la Línea 2. Se ubica al sur de la Ciudad de México, en la alcaldía Benito Juárez.

## Información general
Esta palabra viene del náhuatl xolotl (monstruo, payaso), la misma que forma las palabras guajolote y ajolote. Su femenino, xola, se refiere a la hembra del guajolote. Su isotipo representa una palmera, ya que en el lugar donde se ubica la estación había una casa que tenía una gran palmera que por su tamaño se volvió hito de la zona.

## Incidencias

### Asesinato a funcionarios de Clara Brugada
El 20 de mayo de 2025, aproximadamente a las 07:30 hora local (UTC-6), se registró un doble asesinato muy cerca de la entrada de esta estación (en dirección a Cuatro Caminos). Por ser una estación de tipo superficie, varios usuarios que se encontraban en el andén, así como al exterior de la estación, puesto a que era hora pico, lograron escuchar y percatarse de esta situación, por lo que, minutos después, se dirigieron al lugar equipos de emergencia y policiacos para indagar sobre estos hechos y confirmaron que las dos víctimas ya no contaban con signos vitales.
En un principio, se manejó como hipótesis un intento de asalto, pero la información poco a poco se fue esclareciendo y minutos después, tanto el Gobierno de la Ciudad de México en una ficha informativa, así como la presidenta Claudia Sheinbaum, confirmaron que fue un ataque directo y que las dos personas asesinadas cerca de esta estación eran funcionarios cercanos a la jefa de Gobierno Clara Brugada, respondiendo a los nombres de Ximena Josefina Guzmán Cuevas, secretaria particular, y José Muñoz Vega, asesor de la jefa de Gobierno. Al momento de la agresión, no se reporta la detención de algún responsable por este crimen. Sin embargo, la Fiscalía General de la Ciudad de México inició una investigación por estos hechos para indagar sobre lo que ocurrió y con qué finalidad o propósito se hizo este asesinato y también para dar con los presuntos responsables que huyeron del lugar sobre el Eje 4 Sur «Av. Napoleón».

## Afluencia
En 2014, la estación presentó una afluencia promedio anual de 17 714 personas.
| Tipo de día   | Afluencia promedio |
| ------------- | ------------------ |
| Día laboral   | 19 931             |
| Fin de semana | 13 079             |
| Día festivo   | 9.227              |
| Total anual   | 17 714             |

La siguiente tabla muestra la afluencia de la estación en los últimos diez años:
| Afluencia anual de pasajeros | Afluencia anual de pasajeros | Afluencia anual de pasajeros | Afluencia anual de pasajeros | Afluencia anual de pasajeros | Afluencia anual de pasajeros |
| ---------------------------- | ---------------------------- | ---------------------------- | ---------------------------- | ---------------------------- | ---------------------------- |
| Año                          | Afluencia                    | A diario                     | Posición                     | Incremento                   | Ref.                         |
| 2024                         | -                            | -                            | -                            | -                            |                              |
| 2023                         | 6,002,611                    | 16,445                       | 76°/187                      | +15.18%                      | [ 8 ]                        |
| 2022                         | 5,211,609                    | 14,278                       | 83°/175                      | +59.50%                      | [ 9 ]                        |
| 2021                         | 3,267,474                    | 8,951                        | 100°/195                     | -22.96%                      | [ 10 ]                       |
| 2020                         | 4,241,010                    | 11,587                       | 85°/195                      | -47.94%                      | [ 11 ]                       |
| 2019                         | 8,146,220                    | 22,318                       | 73°/195                      | +1.35%                       | [ 12 ]                       |
| 2018                         | 8,037,593                    | 22,020                       | 75°/195                      | +4.41%                       | [ 13 ]                       |
| 2017                         | 7,698,179                    | 21,090                       | 79°/195                      | -1.12%                       | [ 14 ]                       |
| 2016                         | 7,785,715                    | 21,272                       | 84°/195                      | -2.13%                       | [ 15 ]                       |
| 2015                         | 7,954,990                    | 21,794                       | 78°/195                      | +5.52%                       | [ 16 ]                       |

## Conectividad

### Salidas
- Calzada de Tlalpan entre calle Juana de Arco y Eje 4 Sur Av. Napoleón, Colonia Moderna
- Calzada de Tlalpan entre calle Toledo y Eje 4 Sur Av. Xola, Colonia Álamos.

### Conexiones
Existen conexiones con las estaciones y paradas de diversos sistemas de transporte:
- Línea 2 del Metrobús.